# Michaił Mukasiej
Michaił Isaakowicz Mukasiej (ur. 13 sierpnia 1907 r. miejscowości Zamoscie w guberni mińskiej, zm. 19 sierpnia 2008) – radziecki szpieg o kryptonimie Zefir.

## Życiorys
Mukasiej urodził się w 1907 roku w żydowskiej rodzinie kowali. W wieku osiemnastu lat rozpoczął studia w Instytucie Języków Orientalnych w Leningradzie (obecnie Sankt Petersburg). Specjalizował się w języku bengalskim i angielskim. W 1937 roku otrzymał polecenie z KPZR aby podjąć studia w szkole wywiadu.
W 1939 roku Mukasiej, jego żona Jelizawita Iwanowna Mukasiej (1912 – 2009) i ich dwójka dzieci przeprowadzili się do Los Angeles, gdzie rozpoczęli zbieranie informacji wywiadowczych dot. wojska. Podczas II wojny światowej jego rodzice oraz inni członkowie rodziny zostali rozstrzelani przez Niemców. On sam wraz z żoną i dziećmi w 1943 roku powrócił do Moskwy, gdzie został mianowany wicedyrektorem szkoły wywiadu.
Od lat czterdziestych do lat siedemdziesiątych Mukasiej wraz z żoną (kryptonim Elza) wzięli udział w wielu tajnych operacjach prowadzonych w Europie Zachodniej i w Stanach Zjednoczonych.
Przydzielony do obsady radzieckiej placówki dyplomatycznej w USA podczas II wojny światowej jako wicekonsul w Los Angeles, Mukasiej wykorzystywał stanowisko w celu zbierania informacji dot. zagrożeń płynących z Japonii w stosunku do ZSRR.
Później kontynuował swoją pracę do późnych lat siedemdziesiątych w jednym z państw europejskich, którego nazwa nie została ujawniona do dziś.
W 1977 roku Mukasiej i jego rodzina powrócili do Moskwy, gdzie prowadzili szkolenia dla szpiegów. Napisał także podręcznik treningowy dot. przeprowadzania rekonesansu, Mukasiej został ponadto wykładowcą w Rosyjskiej Akademii Bezpieczeństwa, Obrony i Prawa. W grudniu 2004 roku wydano jego książkę w której opisał trzydzieści lat swojej pracy i życia za granicą.
Po upadku ZSRR został uhonorowany za „wybitny wkład w zapewnienie bezpieczeństwa Federacji Rosyjskiej”.
Zmarł w Moskwie, został pochowany na Cmentarzu Chowańskim.